# 克麗絲汀·基希
克麗絲汀·基希(1696年出生於德國古本 ━ 1782年5月6日辭世)是德國天文學家。

## 生平
克麗絲汀·基希是天文學家哥特弗利德·基希和瑪麗亞·瑪格麗塔·基希的女兒，也是克里斯特弗里德·基希的妹妹。她和她的妹妹瑪格麗塔·基希從10歲起就接受天文學教育。小時候，基希就幫助父母進行天文觀測。據報導，年輕的基希負責使用擺進行觀測。隨著年齡的增長，基希被教導計算行事曆。她先是協助母親，後來又協助哥哥計算各種曆法。
直到1740年，基希都沒有從她的貢獻中得到薪水，而是從柏林科學院的小額捐款中得到收益。在她哥哥克里斯特弗里德·基希死後，科學院依靠她幫忙計算曆法。她負責計算普普士在17世紀40年代早期征服的一個省份，西里西亞的曆法。學院獨佔曆法的編撰權，而西里西亞曆衛學院帶來可觀的收入。因此，基希從1776年薪水是可觀的400泰勒爾。
基希直到她的老年，依然繼續為學院編曆，並獲得極大的尊重。77歲時，學院讓她榮譽退休，並且繼續從學院領取薪水，為天文學家介紹曆法的製作方法，而不是義務工作 She died in 1782 as a respected astronomer.。